# 汉明堂遗址
汉明堂遗址，位于山东省泰安市泰山区泰前街道。是中华人民共和国山东省省级文物保护单位之一。
1994年3月18日，列入第一批泰安市重点文物保护单位。2015年6月23日，列入第五批山东省文物保护单位，该文物保护单位分类为古遗址。